# Yamagishi Aika
Yamagishi Aika (山岸 逢花 (Sơn-Ngạn Phùng-Hoa) 30 tháng 11 năm 1992 –) là một nữ diễn viên khiêu dâm người Nhật Bản. Cô thuộc về một chi nhánh của Cruise Group.

## Sự nghiệp
Aika Yamagishi sinh năm 1992, làm công việc nhân viên phụ trách tại đài phát thanh-truyền hình ở Tokai, Aichi (Nhật Bản). Năm 2017, cô bỏ nghề, chuyển sang đóng phim JAV và ký hợp đồng độc quyền với hãng phim Premium.